# Segontium
Segontium est un fort romain fondé en 77 à la périphérie de Caernarfon dans la région de Gwynedd, au nord du pays de Galles et occupé par des troupes auxiliaires belges et germaines. Le fort est en activité jusqu'en 394 à la fin de l'occupation romaine en Grande-Bretagne.

## Historique
Mortimer Wheeler et Tessa Wheeler conduisent les premières fouilles à Segontium en 1921-1922,.

## Galerie

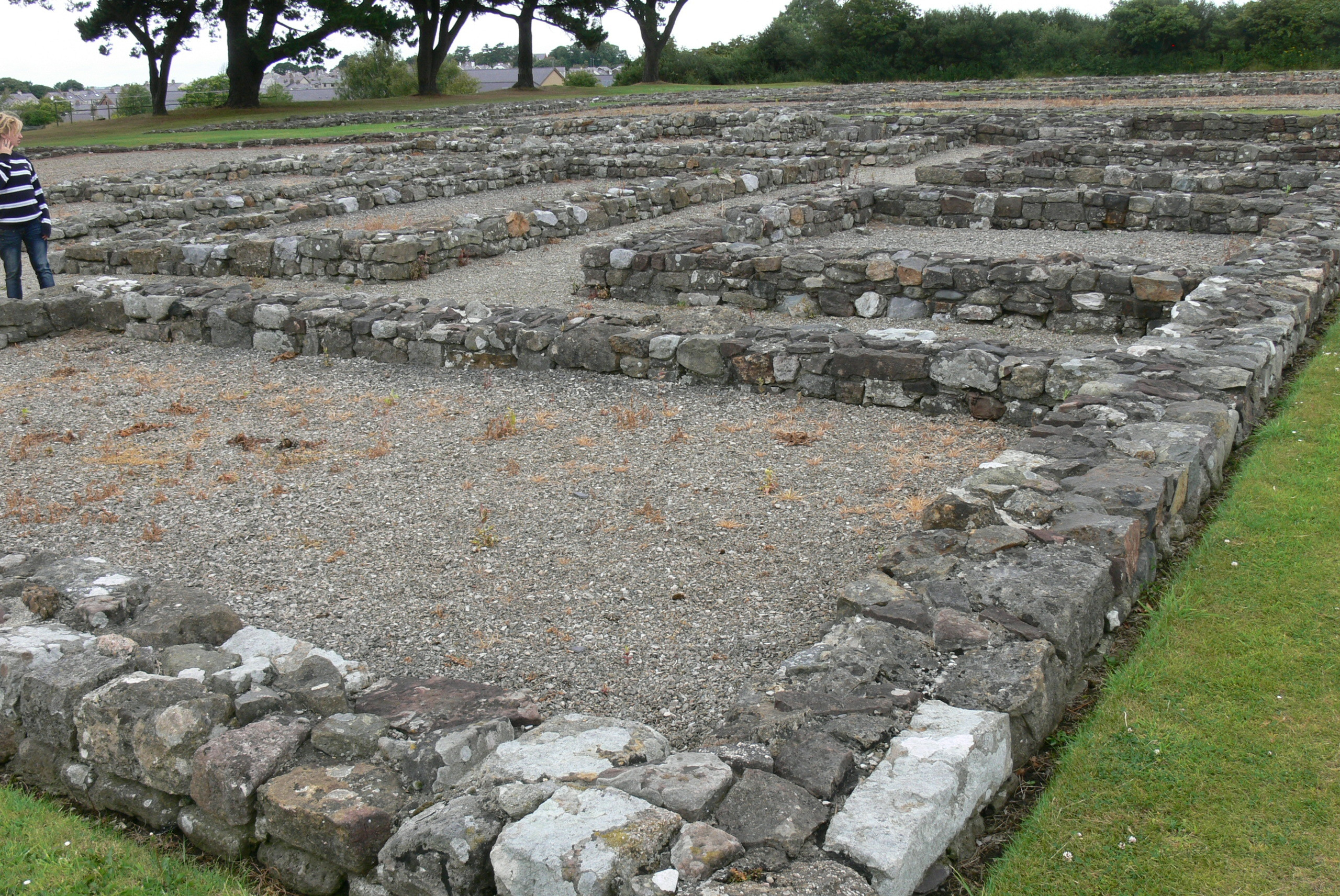
Fondations de la maison du commandant
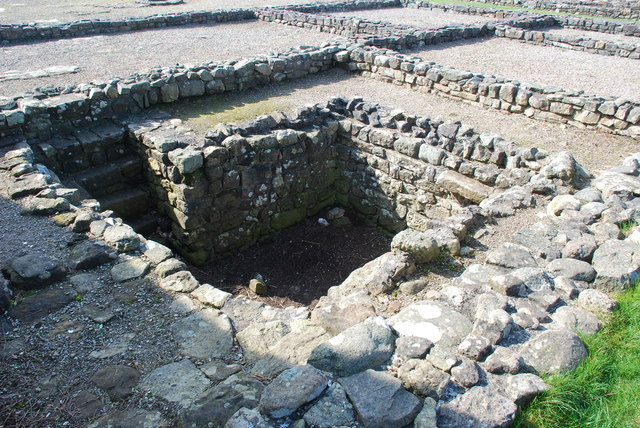
Chambre forte au sous-sol
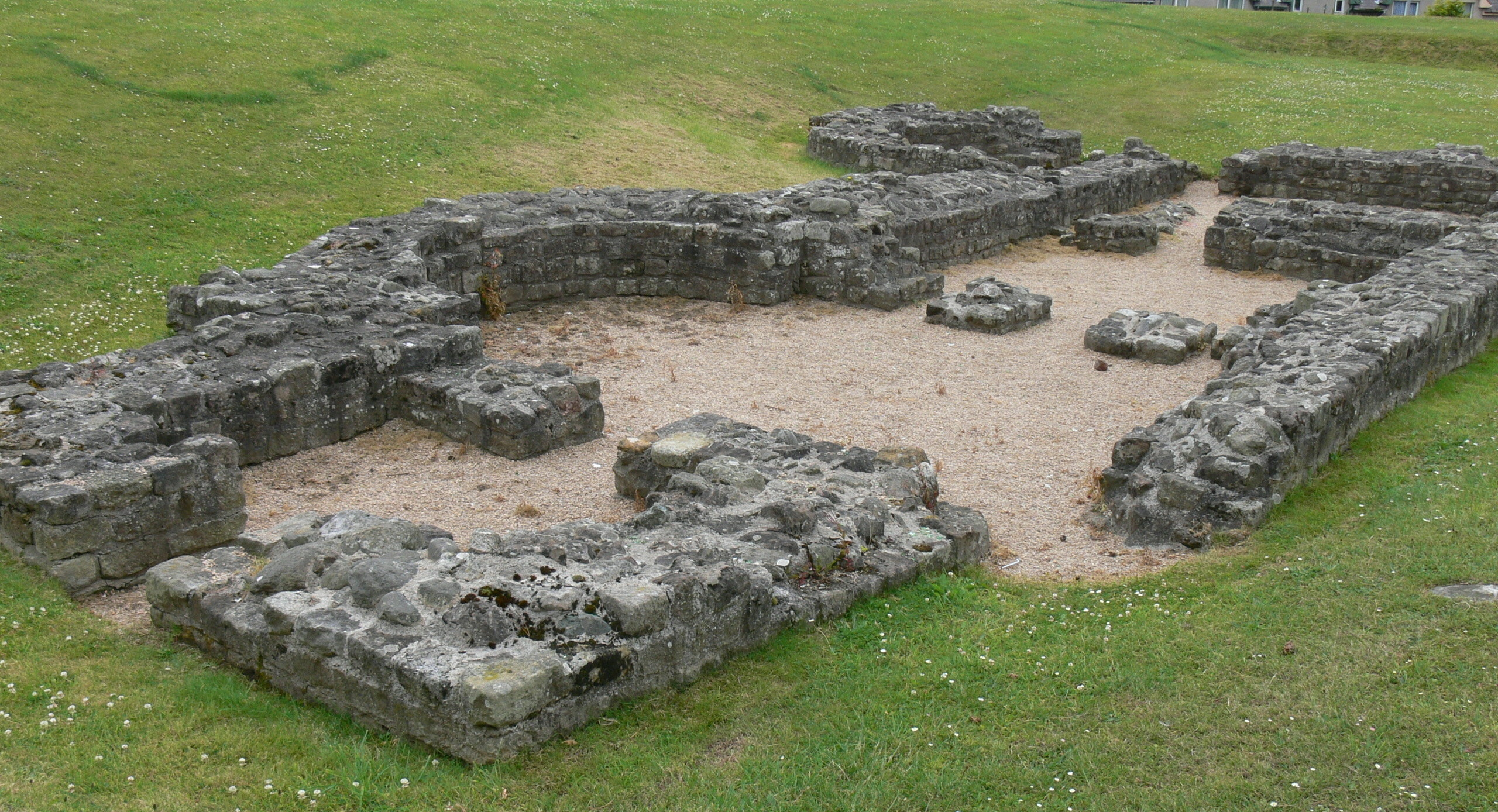
Vestiges des bains
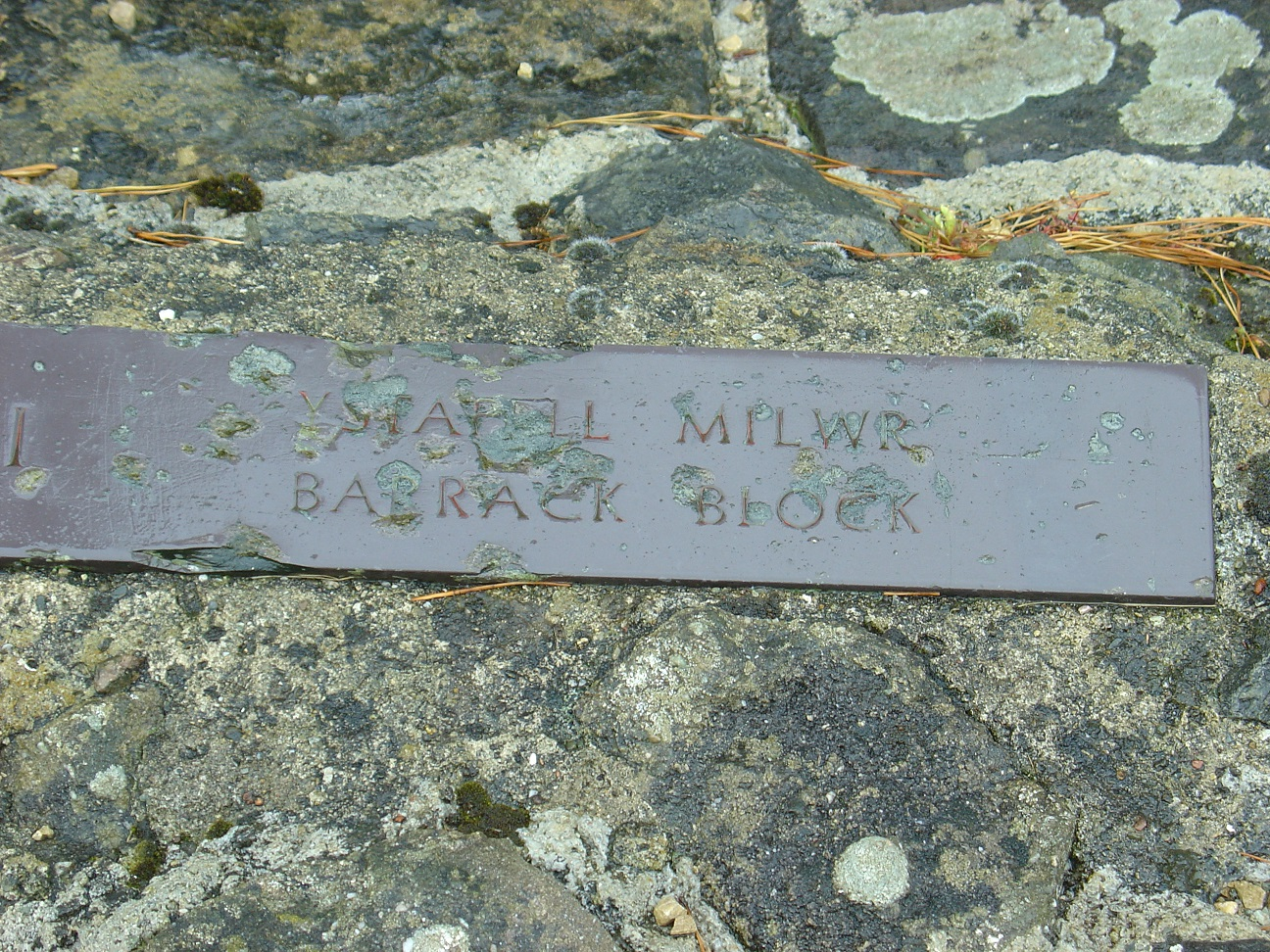
Plaque
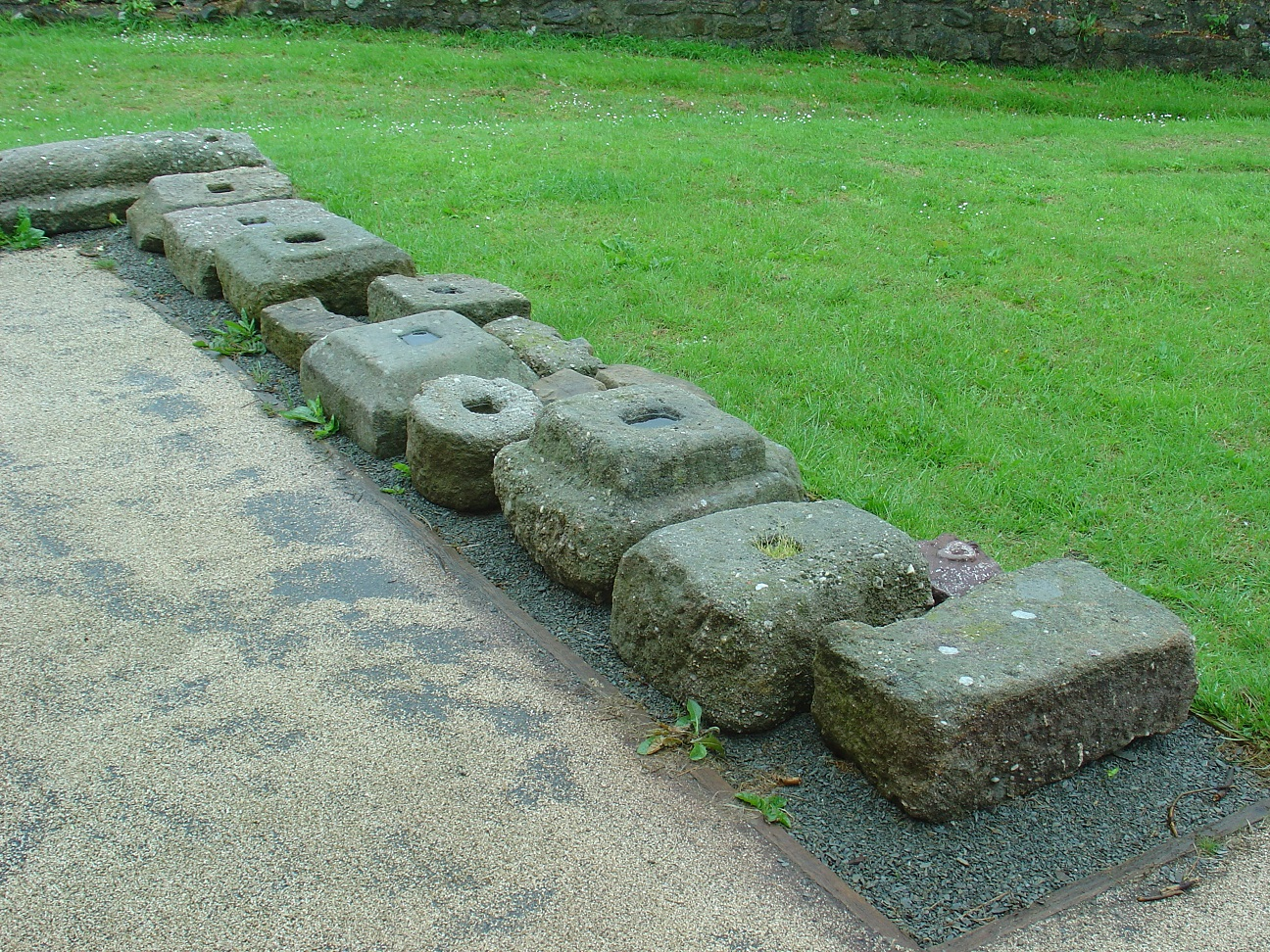
Éléments de construction